# Johann Arndt

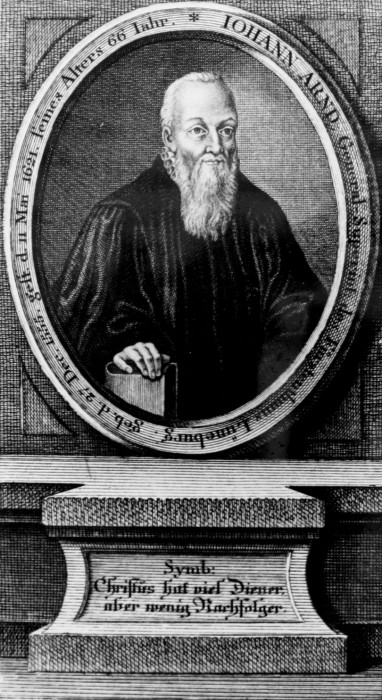
Johann Arndt

Johann Arndt oder Arnd (* 27. Dezember 1555 entweder in Edderitz oder in Ballenstedt; † 11. Mai 1621 in Celle) war ein deutscher Pfarrer und zählt zu den wichtigsten nachreformatorischen Theologen.

## Leben und Wirken
Johann Arndt war der Sohn des Dorfpfarrers Jakob Arndt. Seinen ersten Unterricht erhielt er durch seinen Vater; später besuchte er die Schulen von Aschersleben, Halberstadt und Magdeburg. Ab 1575 studierte er an der Universität Helmstedt die artes liberales und Medizin. 1581 soll er sich an die Universität Wittenberg begeben haben, wo er in Polykarp Leyser dem Älteren einen theologischen Lehrer fand. Er zog weiter an die Universität Straßburg zu Johannes Pappus und dann an die Universität Basel zu Simon Sulcer. 1582 kehrte er in seine anhaltische Heimat zurück und wurde zunächst Schullehrer in Ballenstedt. Nachdem er 1583 in Bernburg (Saale) ordiniert worden war, übertrug ihm Fürst Joachim Ernst von Anhalt 1584 das lutherische Pastorat in Badeborn.
Fürst Joachim Ernst nahm die Konkordienformel von 1577 nicht an, sondern erließ 1585 eine gesonderte Bekenntnisformel. Im Jahr 1589 verlangte sein Nachfolger, Fürst Johann Georg von Anhalt, die Abschaffung des Exorzismus in der Taufe. Arndt lehnte dies ab und weigerte sich, sich dem neuen Bekenntnis zu unterwerfen. Am 10. September 1590 gab Arndt eine entsprechende Erklärung ab. Wenige Tage später wurde ihm das Amt entzogen und er wurde des Landes verwiesen. Arndt vermutete zu Recht, dass dieses Bekenntnis nur der erste Schritt zum Übertritt des Fürstentums Anhalt zum Calvinismus sein würde. 1596 führte Fürst Johann Georg den Calvinismus ein. 1590 nahm Arndt deshalb eine Pfarrstelle an der Nikolaikirche in Quedlinburg an, wo er bis 1599 blieb. Anschließend wirkte er als Pfarrer und Autor in Braunschweig (bis 1609), in Eisleben und von 1611 bis 1621 als Generalsuperintendent in Celle.
Arndt war unter anderem geprägt durch Einflüsse der Mystik und edierte mittelalterliche Schriften wie die Theologia deutsch, Thomas von Kempen oder Johannes Tauler. Aus diesen und anderen kompilierte er die Vier Bücher vom wahren Christentum, die zusammen mit seinem Paradies-Gärtlein zu den erfolgreichen Büchern christlicher Erbauungsliteratur und Quelle des späteren Pietismus zu zählen sind. Das „Wahre Christentum“ erschien bis 1740 in insgesamt 123 Auflagen.
Die vielfältigen geistlichen Impulse Arndts lösten einerseits den heftigen Widerspruch Lucas Osianders aus, mündeten aber letztlich in der Bewegung des deutschen Pietismus. Arndts Werke wurden in die meisten europäischen und viele außereuropäische Sprachen übersetzt. Mit Simeon Todorskis 1735 in Halle erschienener Übertragung der Vier Bücher vom wahren Christentum begann eine schwer zu überschätzende Wirkungsgeschichte in Russland. Nach fast einem Jahrzehnt unkontrollierter Verbreitung in Russland wurde Arndts Werk hier 1743 aufgrund fehlender Zensur verboten. Unter anderem die drei später heiliggesprochenen Bischöfe Tichon von Sadonsk, Arseni Mazejewitsch und Makari Glucharew gebrauchten nachweislich die russische Übersetzung des Erbauungsbuches.
Die von 1953 bis 1955 neu erbaute Edderitzer Kirche erhielt am 23. Oktober 1955 seinen Namen.

## Schriften
- Von wahrem Christenthum, Buch 1. Rosen, Frankfurt am Main 1605.
- Vier Bücher Von wahrem Christenthumb […]. Francke, Böel, Magdeburg 1610.
  - Band: 1, Digitalisat und Volltext im Deutschen Textarchiv.
  - Band: 2, Digitalisat und Volltext im Deutschen Textarchiv.
  - Band: 3, Digitalisat und Volltext im Deutschen Textarchiv.
  - Band: 4, Digitalisat und Volltext im Deutschen Textarchiv.
- Paradiesgärtlein voller christlicher Tugenden, wie solche zur Übung des wahren Christentums durch andächtige, lehrhafte und trostreiche Gebete in die Seele zu pflanzen. Magdeburg 1612.
- Auslegung des ganzen Psalters in 451 Predigten. Jena 1617.
- Postilla: Das ist: Außlegung und Erklärung der Evangelischen Texte/ so durchs gantze Jahr an den Sontagen und vornehmen Festen/ auch der ApostelTage gepredigt werden. Jena 1616–1620 (in vier Teilen).

Ab 1695 erschienen die Vier Bücher, das Paradiesgärtlein und weitere Schriften unter dem Titel Sechs Bücher vom wahren Christentum.
- Herrn Johann Arndts, Weiland General-Superintendentens des Fürstenthums Lüneburg, Sechs Bücher vom Wahren Christenthum, Das ist: Von heilsamer Busse, hertzlicher Reu und Leid über die Sünden, und wahrem Glauben, auch heiligem Leben und Wandel der rechten wahren Christen. Erfurt 1745. (Digitalisat).
- Johann Arnd’s sechs Bücher vom wahren Christentum nebst dessen Paradies-Gärtlein. (Digitalisat der Ausgabe von 1860 in der Digitalen Bibliothek Mecklenburg-Vorpommern)

## Gedenktag
11. Mai im Evangelischen Namenkalender.